# Giovanni Francesco Crivelli
Giovanni Francesco Crivelli, cunoscut și ca Jean Crivelli, (n. 20 septembrie 1690 la Veneția – d. 20 septembrie 1743) a fost un preot italian, care a studiat în particular și știința și a adus contribuții și în domeniul matematicii.
A studiat și profesat retorica și filozofia, fiind rector la Seminarul Patriarhal din insula Murano.

## Scrieri
- 1728: Elementi di Aritmetica numerica e letterale (Veneția)
- 1729: Nuova elementare Geometria
- 1739: Algorismo, o sia metodo di determinare le quantità espresse colle cifre numeriche e colle lettere dell'Arabici.